# Kommando (Entwurfsmuster)
In der objektorientierten Programmierung ist Kommando (auch Befehl; englisch command) ein Entwurfsmuster, das zur Kategorie der Verhaltensmuster (englisch behavioral design patterns) gehört. In diesem Entwurfsmuster kapselt das Kommando-Objekt einen Befehl, um es so zu ermöglichen, Operationen in eine Warteschlange zu stellen, Logbucheinträge zu führen und Operationen rückgängig zu machen. Es ist eines der GoF-Muster.

## Verwendung
Wenn z. B. eine Schaltfläche in einer grafischen Benutzeroberfläche mit einer Aktion verknüpft werden soll, dient das Kommando dazu, die auszuführende Aktion zu parametrisieren. Es stellt somit die objektorientierte Entsprechung zu den Rückruffunktionen (callback function) dar. Dabei können das Erstellen des Kommandos und die tatsächliche Ausführung zu verschiedenen Zeiten oder in einem anderen Kontext (Thread, Prozess, Rechner) stattfinden.
Implementierung eines Rückgängig-Mechanismus (undo): Bei jeder Ausführung werden die zur Umkehrung nötigen Daten im Objekt gespeichert und das Objekt selber auf einem Stapel gesichert. Um das Gegenteil Wiederherstellen (redo) zu implementieren, genügt ein zweiter Stapel für die rückgängig gemachten Befehle.

## Akteure

UML-Klassendiagramm des Kommandos

Der Befehl ist die Basisklasse aller Kommandos. Ein konkreter Befehl speichert den zum Ausführen nötigen Zustand, darunter typischerweise auch einen Verweis auf den Empfänger und implementiert die Befehlsschnittstelle.
Der Klient erzeugt einen konkreten Befehl und versieht ihn mit einem Verweis auf den Empfänger und allen anderen nötigen Informationen. Er gibt dem Aufrufer eine Referenz auf den konkreten Befehl.
Der Aufrufer besitzt einen oder mehrere Verweise auf Befehle und fordert diese bei Bedarf auf, ihre Aktion auszuführen. An den Empfänger werden keine besonderen Anforderungen gestellt. Er muss nichts über die anderen Akteure wissen. Somit kann jede Klasse als Empfänger dienen. Der konkrete Befehl ruft Methoden des Empfängerobjektes auf, um seine Aktion auszuführen.

## Vor- & Nachteile
Auslösender und Ausführender sind entkoppelt. Befehlsobjekte können wie andere Objekte auch manipuliert werden (Verändern, Filtern, Zwischenspeichern, …). Befehlsobjekte können zu komplexen Befehlen kombiniert werden (Makros, realisiert als Kompositum).
Da für jedes Kommando eine neue Klasse benötigt wird, kann deren Anzahl schnell groß und die Implementierung damit unübersichtlich werden.

## Beispiel in C++
Diese C++14 Implementierung basiert auf der vor C++98 Implementierung im Buch Entwurfsmuster.
```
#include
 
<iostream>

#include
 
<memory>

class
 
Befehl
 
{

public
:

  
// deklariert eine Schnittstelle zum Ausführen einer Operation.

  
virtual
 
void
 
fuehreAus
()
 
=
 
0
;

  
virtual
 
~
Befehl
()
 
=
 
default
;

protected
:

  
Befehl
()
 
=
 
default
;

};

template
 
<
typename
 
Empfaenger
>

class
 
EinfacherBefehl
 
:
 
public
 
Befehl
 
{
 
// KonkreterBefehl

public
:

  
typedef
 
void
 
(
Empfaenger
::*
 
Operation
)();

  
// definiert die Anbindung eines Empfängers an eine Aktion.

  
EinfacherBefehl
(
std
::
shared_ptr
<
Empfaenger
>
 
empfaenger_
,
 
Operation
 
operation_
)
 
:

    
empfaenger
(
empfaenger_
.
get
()),
 
operation
(
operation_
)
 
{
 
}

  
EinfacherBefehl
(
const
 
EinfacherBefehl
&
)
 
=
 
delete
;
 
// Dreierregel

  
const
 
EinfacherBefehl
&
 
operator
=
(
const
 
EinfacherBefehl
&
)
 
=
 
delete
;

  
// implementiert fuehreAus durch Aufrufen der entsprechenden Operation(en) beim Empfänger.

  
virtual
 
void
 
fuehreAus
()
 
{

    
(
empfaenger
->*
operation
)();

  
}

private
:

  
Empfaenger
*
 
empfaenger
;

  
Operation
 
operation
;

};

class
 
MeineKlasse
 
{
 
// Empfänger

public
:

  
// weiss, wie die an die Ausführung einer Anfrage gebundenen Operationen auszuführen sind. Jede Klasse kann ein Empfänger sein.

  
void
 
aktion
()
 
{

    
std
::
cout
 
<<
 
"MeineKlasse::aktion
\n
"
;

  
}

};

int
 
main
()
 
{

  
// Die Smart pointers verhindern Memory Leaks.

  
std
::
shared_ptr
<
MeineKlasse
>
 
empfaenger
 
=
 
std
::
make_shared
<
MeineKlasse
>
();

  
// ...

  
std
::
unique_ptr
<
Befehl
>
 
einBefehl
 
=
 
std
::
make_unique
<
EinfacherBefehl
<
MeineKlasse
>
 
>
(
empfaenger
,
 
&
MeineKlasse
::
aktion
);

  
// ...

  
einBefehl
->
fuehreAus
();

}

```

Die Programmausgabe ist:
```
MeineKlasse
::
aktion

```

## Beispiel in Java
```
public
 
abstract
 
class
 
Befehl
 
{

    
public
 
abstract
 
void
 
fuehreAus
();

}

//KonkreterBefehl

public
 
class
 
LichtSchalter
 
extends
 
Befehl
 
{

    
private
 
Licht
 
licht
;

    
private
 
boolean
 
lichtIstAn
;

    
public
 
LichtSchalter
(
Licht
 
licht
)
 
{

        
this
.
licht
 
=
 
licht
;

    
}

    
@Override

    
public
 
void
 
fuehreAus
()
 
{

        
if
 
(
lichtIstAn
)
 
{

            
licht
.
lichtAus
();

            
lichtIstAn
 
=
 
false
;

        
}

        
else
 
{

            
licht
.
lichtAn
();

            
lichtIstAn
 
=
 
true
;

        
}

    
}

}

import
 
java.util.ArrayList
;

import
 
java.util.List
;

//Aufrufer

public
 
class
 
Fernbedienung
 
{

    
private
 
List
<
Befehl
>
 
history
;

    
public
 
Fernbedienung
()
 
{

        
history
 
=
 
new
 
ArrayList
<>
();

    
}

    
public
 
void
 
knopfDruecken
(
Befehl
 
befehl
)
 
{

        
history
.
add
(
befehl
);

        
befehl
.
fuehreAus
();

    
}

}

//Empfänger

public
 
class
 
Licht
 
{

    
public
 
Licht
()
 
{

    
}

    
public
 
void
 
lichtAn
()
 
{

        
System
.
out
.
println
(
"Licht ist an."
);

    
}

    
public
 
void
 
lichtAus
()
 
{

        
System
.
out
.
println
(
"Licht ist aus."
);

    
}

}

//Klient

public
 
class
 
Bewohner
 
{

    
private
 
static
 
Licht
 
licht
 
=
 
new
 
Licht
();

    
private
 
static
 
LichtSchalter
 
lichtSchalter
 
=
 
new
 
LichtSchalter
(
licht
);

    
public
 
static
 
void
 
main
(
String
[]
 
args
)
 
{

        
Fernbedienung
 
fernbedienung
 
=
 
new
 
Fernbedienung
();

        
fernbedienung
.
knopfDruecken
(
lichtSchalter
);

    
}

}

```

## Beispiel in PHP
```
abstract
 
class
 
Kommando
 
{

    
abstract
 
function
 
ausfuehren
();

}

class
 
Aufrufer
 
{

    
private
 
$history
 
=
 
array
();

    
public
 
function
 
speichernUndAusfuehren
(
Kommando
 
$cmd
)
 
{

        
$this
->
history
[]
 
=
 
$cmd
;
 
// optional

        
$cmd
->
ausfuehren
();

    
}

}

// Empfänger

class
 
Licht
 
{

    
public
 
function
 
licht_an
()
 
{

        
write_line
(
'Licht ist an.'
);

    
}

    
public
 
function
 
licht_aus
()
 
{

        
write_line
(
'Licht ist aus.'
);

    
}

}

// konkretes Kommando #1: Licht an

class
 
Kommando_An
 
extends
 
Kommando
 
{

    
private
 
$dasLicht
;

    
public
 
function
 
__construct
(
Licht
 
$licht
)
 
{

        
$this
->
dasLicht
 
=
 
$licht
;

    
}

    
public
 
function
 
ausfuehren
()
 
{

        
$this
->
dasLicht
->
licht_an
();

    
}

}

// konkretes Kommando #2: Licht aus

class
 
Kommando_Aus
 
extends
 
Kommando
 
{

    
private
 
$dasLicht
;

    
public
 
function
 
__construct
(
Licht
 
$licht
)
 
{

        
$this
->
dasLicht
 
=
 
$licht
;

    
}

    
public
 
function
 
ausfuehren
()
 
{

        
$this
->
dasLicht
->
licht_aus
();

    
}

}

// Der Klient

function
 
Test
(
$kommando_string
)
 
{

    
$lamp
     
=
 
new
 
Licht
();

    
$kmd_an
   
=
 
new
 
Kommando_An
 
(
$lamp
);

    
$kmd_aus
  
=
 
new
 
Kommando_Aus
(
$lamp
);

    
$aufrufer
 
=
 
new
 
Aufrufer
();

    
switch
 
(
$kommando_string
)
 
{

        
case
 
'ON'
:

            
$aufrufer
->
speichernUndAusfuehren
(
$kmd_an
);

        
break
;

        
case
 
'OFF'
:

            
$aufrufer
->
speichernUndAusfuehren
(
$kmd_aus
);

        
break
;

        
default
:

            
write_line
(
'Nur die Argumente "ON" oder "OFF" sind erlaubt.'
);

    
}

}

function
 
write_line
(
$text
)
 
{

    
print
 
$text
.
'<br/>'
;

}

Test
(
'ON'
);

Test
(
'OFF'
);

```

## Beispiel in TypeScript
```
enum
 
COM
 
{

    
ON
,

    
OFF

}

abstract
 
class
 
Kommando
 
{

    
ausfuehren
()
 
:
 
void
 
{

    
};

}

class
 
Aufrufer
 
{

    
private
 
history
 
=
 
[];

    
speichernUndAusfuehren
(
cmd
:
 
Kommando
)
 
:
 
void
 
{

        
this
.
history
.
push
(
cmd
);
 
// optional

        
cmd
.
ausfuehren
();

    
}

}

// Empfänger

class
 
Licht
 
{

    
constructor
(){}

    
licht_an
()
 
:
 
void
 
{

        
write_line
(
'Licht ist an.'
);

    
}

    
licht_aus
()
 
:
 
void
 
{

        
write_line
(
'Licht ist aus.'
);

    
}

}

// konkretes Kommando #1: Licht an

class
 
Kommando_An
 
extends
 
Kommando
 
{

    
private
 
dasLicht
 
:
 
Licht
;

    
constructor
(
licht
:
 
Licht
)
 
{

        
super
();

        
this
.
dasLicht
 
=
 
<
Licht
>
 
licht
;

    
}

    
ausfuehren
()
 
:
 
void
 
{

        
this
.
dasLicht
.
licht_an
();

    
}

}

// konkretes Kommando #2: Licht aus

class
 
Kommando_Aus
 
extends
 
Kommando
 
{

    
private
 
dasLicht
:
 
Licht
;

    
constructor
(
licht
:
 
Licht
)
 
{

        
super
();

        
this
.
dasLicht
 
=
 
<
Licht
>
 
licht
;

    
}

    
ausfuehren
()
 
:
 
void
 
{

        
this
.
dasLicht
.
licht_aus
();

    
}

}

// Der Klient

function
 
Test
(
kommando_string
 
:
 
string
|
number
)
 
:
 
void
 
{

    
const
 
lamp
 
:
 
Licht
     
=
 
new
 
Licht
();

    
const
 
kmd_an
 
:
 
Kommando
  
=
 
new
 
Kommando_An
 
(
lamp
);

    
const
 
kmd_aus
:
 
Kommando
  
=
 
new
 
Kommando_Aus
(
lamp
);

    
const
 
aufrufer
:
 
Aufrufer
 
=
 
new
 
Aufrufer
();

    
switch
 
(
kommando_string
)
 
{

        
case
 
1
:

        
case
 
'ON'
:

            
aufrufer
.
speichernUndAusfuehren
(
kmd_an
);

            
break
;

        
case
 
0
:

        
case
 
'OFF'
:

            
aufrufer
.
speichernUndAusfuehren
(
kmd_aus
);

            
break
;

        
default
:

            
write_line
(
'Nur die Argumente "ON" oder "OFF" sind erlaubt.'
);

    
}

}

function
 
write_line
(
text
:
 
string
)
 
{

    
console
.
log
(
text
);

}

Test
(
'ON'
);

Test
(
'OFF'
);

Test
(
COM
.
ON
);

Test
(
COM
.
OFF
);

```

Ausgabe:
```
Licht ist an.
Licht ist aus.
```